# Liorac-sur-Louyre

Liorac-sur-Louyre este o comună în departamentul Dordogne din sud-vestul Franței. În 2009 avea o populație de 220 de locuitori.

## Evoluția populației
| An        | 1975 | 1982 | 1990 | 1999 | 2006 | 2009 |
| --------- | ---- | ---- | ---- | ---- | ---- | ---- |
| Populație | 217  | 212  | 270  | 247  | 225  | 220  |